# 竜馬潭区
竜馬潭区（りゅうばたん-く）は、中華人民共和国四川省瀘州市に位置する市轄区。

## 行政区画
- 街道:小市街道、高壩街道、紅星街道、蓮花池街道、羅漢街道、魚塘街道、安寧街道、石洞街道
- 鎮:胡市鎮、特興鎮、双加鎮、金竜鎮

## 教育

### 大学
- 瀘州職業技術学院（中国語版）
- 四川三河職業学院（中国語版）
- 江陽城建職業学院（中国語版）

## 交通
国道
- G321国道

## 健康・医療・衛生
- 竜馬潭区中医医院
- 瀘州市竜馬潭区第二人民医院
- 瀘州市伝染病医院